# Joel Brodsky
Joel Lee Brodsky (7 de outubro de 1939 - 1 de março de 2007) foi um fotógrafo dos Estados Unidos. Conhecido por fotografar músicos famosos, principalmente Jim Morrison.
Brodsky faleceu em 1 de março, de ataque cardiaco.